# جائزة ألمانيا الكبرى 1961
جائزة ألمانيا الكبرى 1961 هو سباق فورمولا 1 أقيم بتاريخ 6 أغسطس 1961 في حلبة نوربورغرينغ، ألمانيا الغربية. كان السادس من أصل 8 في بطولة العالم لسباقات الفورمولا واحد موسم 1961. حلّ البريطاني ستيرلنغ موس أولا بينما جاء الألماني فولفغانغ فون تريبس في المركز الثاني وحصل على المركز الثالث الأمريكي فيل هيل.